# Paris-Nice 2008
Paris-Nice 2008 vil finde sted fra 9. marts til 16. marts 2008, mellem Amilly og Nice.
Alberto Contador, vinderen af 2007-udgaven, er ikke i stand til at forsvare sin titel da Astana Team ikke blev inviteret til løbet efter det der skete ved Tour de France 2007.

## Etaper

### Prolog –9. marts2008: Amilly, 4,6 km (ITT)
|   | Rytter            | Land       | Hold | Tid  |
| - | ----------------- | ---------- | ---- | ---- |
| 1 | Thor Hushovd      | Norge      | C.A. | 5.28 |
| 2 | Markel Irizar     | Spanien    | EUS  | + 4  |
| 3 | Stefan Schumacher | Tyskland   | GST  | + 5  |
| 4 | Bradley McGee     | Australien | CSC  | s.t. |
| 5 | William Bonnet    | Frankrig   | C.A. | + 6  |

|   | Rytter            | Land       | Hold | Tid  |
| - | ----------------- | ---------- | ---- | ---- |
| 1 | Thor Hushovd      | Norge      | C.A. | 5.28 |
| 2 | Markel Irizar     | Spanien    | EUS  | + 4  |
| 3 | Stefan Schumacher | Tyskland   | GST  | + 5  |
| 4 | Bradley McGee     | Australien | CSC  | s.t. |
| 5 | William Bonnet    | Frankrig   | C.A. | + 6  |

### 1. etape –10. marts2008: Amilly – Nevers, 184.5 km
|   | Rytter           | Land     | Hold | Tid     |
| - | ---------------- | -------- | ---- | ------- |
| 1 | Gert Steegmans   | Belgien  | QST  | 2:21.29 |
| 2 | Jérôme Pineau    | Frankrig | BTL  | + 2     |
| 3 | Thor Hushovd     | Norge    | C.A. | s.t.    |
| 4 | Philippe Gilbert | Belgien  | FDJ  | s.t.    |
| 5 | Karsten Kroon    | Holland  | CSC  | s.t.    |

|   | Rytter         | Land     | Hold | Tid     |
| - | -------------- | -------- | ---- | ------- |
| 1 | Thor Hushovd   | Norge    | C.A. | 2:26.55 |
| 2 | Gert Steegmans | Belgien  | QST  | + 6     |
| 3 | Jérôme Pineau  | Frankrig | BTL  | + 12    |
| 4 | Karsten Kroon  | Holland  | CSC  | s.t.    |
| 5 | Andriy Hryvko  | Ukraine  | MRM  | + 17    |

### 2. etape –11. marts2008: Nevers – Belleville, 201 km
|   | Rytter           | Land     | Hold | Tid     |
| - | ---------------- | -------- | ---- | ------- |
| 1 | Gert Steegmans   | Belgien  | QST  | 5:29.47 |
| 2 | Thor Hushovd     | Norge    | C.A. | s.t.    |
| 3 | Sylvain Chavanel | Frankrig | COF  | s.t.    |
| 4 | Michael Albasini | Schweiz  | LIQ  | s.t.    |
| 5 | Philippe Gilbert | Belgien  | FDJ  | + 3     |

|   | Rytter         | Land       | Hold | Tid     |
| - | -------------- | ---------- | ---- | ------- |
| 1 | Thor Hushovd   | Norge      | C.A. | 7:56.34 |
| 2 | Gert Steegmans | Belgien    | QST  | + 3     |
| 3 | Jérôme Pineau  | Frankrig   | BTL  | + 23    |
| 4 | Karsten Kroon  | Holland    | CSC  | s.t.    |
| 5 | Trent Lowe     | Australien | TSL  | + 29    |

### 3. etape –12. marts2008: Fleurie – Saint-Étienne, 165.5 km
|   | Rytter              | Land     | Hold | Tid     |
| - | ------------------- | -------- | ---- | ------- |
| 1 | Kjell Carlström     | Finland  | LIQ  | 4:39.14 |
| 2 | Clément Lhotellerie | Frankrig | SKS  | s.t.    |
| 3 | Pierre Rolland      | Frankrig | C.A. | + 43    |
| 4 | Davide Rebellin     | Italien  | GST  | s.t.    |
| 5 | Roman Kreuziger     | Tjekkiet | LIQ  | s.t.    |

|   | Rytter             | Land     | Hold | Tid      |
| - | ------------------ | -------- | ---- | -------- |
| 1 | Sylvain Chavanel   | Frankrig | COF  | 12:37.01 |
| 2 | Luis León Sánchez  | Spanien  | GCE  | + 3      |
| 3 | Gorka Verdugo      | Spanien  | EUS  | + 8      |
| 4 | Davide Rebellin    | Italien  | GST  | + 14     |
| 5 | Juan Manuel Gárate | Spanien  | QST  | + 18     |

### 4. etape –15. marts2008
|   | Rytter | Land | Hold | Tid |
| - | ------ | ---- | ---- | --- |
| 1 |        |      |      |     |
| 2 |        |      |      |     |
| 3 |        |      |      |     |
| 4 |        |      |      |     |
| 5 |        |      |      |     |

|   | Rytter | Land | Hold | Tid |
| - | ------ | ---- | ---- | --- |
| 1 |        |      |      |     |
| 2 |        |      |      |     |
| 3 |        |      |      |     |
| 4 |        |      |      |     |
| 5 |        |      |      |     |

### 5. etape –14. marts2008
|   | Rytter | Land | Hold | Tid |
| - | ------ | ---- | ---- | --- |
| 1 |        |      |      |     |
| 2 |        |      |      |     |
| 3 |        |      |      |     |
| 4 |        |      |      |     |
| 5 |        |      |      |     |

|   | Rytter | Land | Hold | Tid |
| - | ------ | ---- | ---- | --- |
| 1 |        |      |      |     |
| 2 |        |      |      |     |
| 3 |        |      |      |     |
| 4 |        |      |      |     |
| 5 |        |      |      |     |

### 6. etape –15. marts2008: Sisteron – Cannes, 206 km
|   | Rytter            | Land     | Hold | Tid      |
| - | ----------------- | -------- | ---- | -------- |
| 1 | Sylvain Chavanel  | Frankrig | COF  | 5.00,25  |
| 2 | Luis León Sánchez | Spanien  | GCE  | + 2 sek. |
| 3 | Bobby Julich      | USA      | CSC  | s.t.     |
| 4 | Damiano Cunego    | Italien  | LAM  | s.t.     |
| 5 | Davide Rebellin   | Italien  | GST  | s.t.     |

|   | Rytter             | Land    | Hold | Tid        |
| - | ------------------ | ------- | ---- | ---------- |
| 1 | Davide Rebellin    | Italien | GST  | 26.11,31   |
| 2 | Rinaldo Nocentini  | Italien | ALM  | + 3 sek.   |
| 3 | Yaroslav Popovich  | Ukraine | SIL  | + 48 sek.  |
| 4 | Robert Gesink      | Holland | RAB  | + 51 sek.  |
| 5 | Juan Manuel Gárate | Spanien | QST  | +1,12 min. |

### 7. etape –16. marts2008:  Nice – Nice, 119 km
|   | Rytter            | Land     | Hold | Tid     |
| - | ----------------- | -------- | ---- | ------- |
| 1 | Luis León Sánchez | Spanien  | GCE  | 2.51,12 |
| 2 | Maxime Monfort    | Belgien  | COF  | s.t.    |
| 3 | Carlos Barredo    | Spanien  | QST  | s.t.    |
| 4 | Christophe Moreau | Frankrig | AGR  | s.t.    |
| 5 | Alexander Efimkin | Rusland  | QST  | s.t.    |

|   | Rytter            | Land    | Hold | Tid         |
| - | ----------------- | ------- | ---- | ----------- |
| 1 | Davide Rebellin   | Italien | GST  | 29.02,48    |
| 2 | Rinaldo Nocentini | Italien | ALM  | + 3 sek.    |
| 3 | Yaroslav Popovich | Ukraine | SIL  | + 48 sek.   |
| 4 | Robert Gesink     | Holland | RAB  | + 51 sek.   |
| 5 | Luis León Sánchez | Spanien | GCE  | + 1,09 min. |

## Trøjernes fordeling gennem løbet
| Etape (Vinder)                | Sammenlagt   | Bjergkonkurrencen   | Pointkonkurrencen | Ungdomskonkurrencen | Holdkonkurrencen |
| ----------------------------- | ------------ | ------------------- | ----------------- | ------------------- | ---------------- |
| 0Prolog (ITT) (Thor Hushovd)  | Thor Hushovd | ingen               | Thor Hushovd      | Andriy Hryvko       | Crédit Agricole  |
| 01. etape (Gert Steegmans)    | Thor Hushovd | Dionisio Galparsoro | Thor Hushovd      | Andriy Hryvko       | Quick Step       |
| 02. etape (Gert Steegmans)    | Thor Hushovd | Thierry Hupond      | Thor Hushovd      | Trent Lowe          | Quick Step       |
| 03. etape (Kjell Carlström)   |              |                     |                   |                     |                  |
| 04. etape (Cadel Evans)       |              |                     |                   |                     |                  |
| 05. etape (Carlos Barredo)    |              |                     |                   |                     |                  |
| 06. etape (Sylvain Chavanel)  |              |                     |                   |                     |                  |
| 07. etape (Luis Leon Sanchez) |              |                     |                   |                     |                  |
| 0Vinder                       |              |                     |                   |                     |                  |

## Eksterne links
- Officielle hjemmeside

| Cykling | Spire Denne artikel om cykling er en spire som bør udbygges. Du er velkommen til at hjælpe Wikipedia ved at udvide den. |